# Howel Williams
Pour les articles homonymes, voir Williams.
Howel Williams, né le 12 octobre 1898 à Liverpool et mort le 12 janvier 1980 à Berkeley, est un géologue et volcanologue américain.

## Travaux notables
- Geology of the Marysville Buttes California, California (1929)
- Geology of Tahiti, Moorea, and Maiao, (Bernice P. Bishop museum. Bulletin 105) (1933), 83 pages.
- Calderas and their origin, University of California Press (1941), 346 pages.
- Landscapes of Alaska: Their geologic evolution, University of California Press Berkeley (1958).
- Petrography: An introduction to the study of rocks in thin sections, W.H. Freeman (1958), 406 pages.
- Geologic reconnaissance of Southeastern Guatemala, University Of California Press (1964).
- Crater Lake: The story of its origin, University of California Press (1963).
- The history and character of volcanic domes, Johnson Reprint (1966).
- The Sutter Buttes of California: A Study of Plio-Pleistocene Volcanism, University of California Press; New Ed edition (1979), 80 pages.